# Martin I av Aragonien
Martin I av Aragonien, född den 29 juli 1356 i Perpignan eller Girona, död den 31 maj 1410 i Barcelona, var från 1395 till 1410 konung av Aragonien och från 1409 också av Sardinien, från 1409 till 1410 var han som Martin II även kung av Sicilien.
Martin var andre son till Peter IV i dennes tredje äktenskap med Eleonora av Sicilien, en dotter till kung Peter II av Sicilien. Han äktade 1372 Maria de Luna av huset Luna. 
Efter morbroderns, Fredrik III av Sicilien, död efterträddes denne av sin ännu minderåriga dotter Maria av Sicilien. År 1390 fördes Maria till Aragonien för att gifta sig med Martins son Martin den yngre. Den 22 mars 1392 landade Martin med en stor flotta i Trapani. 
Maktövertagandet på ön tog sin tid. När Martins äldre bror dog utan söner var Martin kvar på Sicilien. Hans gemål Maria de Luna försvarade Martins tronanspål gentemot änkedrottning Violante och Johans svärson Matthieu de Foix tills Martin återkom 1397. 
År 1399 grundade Martin kartusianklostret i Valldemossa på Mallorca. Kartusianklostret i Valldemossa är i dag en av medelhavsöns mest berömda sevärdheter.